# DPHEP
DPHEP (Data Preservation and Long Term Analysis in High Energy Physics) – utworzona w 2009 roku grupa badawcza powołana przez międzynarodowy zespół fizyków, która ma opracować spójny system archiwizacji i udostępniania wyników badań prowadzonych w różnych laboratoriach.
Głównym powodem powołania grupy badawczej była konieczność stworzenia ogólnoświatowej dostępności do wyników badań fizyków, zarówno prowadzących obliczenia teoretyczne jak również badania eksperymentalne.
Fizykom brakowało jednolitego i spójnego systemu wymiany informacji jakim dysponują astronomowie. Od ponad 30 lat praktycznie wszystkie wyniki obserwacji astronomicznych są zapisywane w standardowym formacie FITS (Flexible Image Transport System). Po drugie, znaczna większość danych (w tym dane uzyskane poprzez NASA i ESA) jest publicznie udostępniana rok po ich uzyskaniu. Instytucje astronomiczne jako pierwsze zachęciły internautów do analizowania danych za pomocą komputerów osobistych, a osoby zainteresowane udziałem w autentycznych badaniach naukowych mogą dołączyć do któregoś projektu z serii SETI@home lub Zooniverse.
Konieczność archiwizacji i udostępniania danych jest jednym z priorytetów dla współczesnej fizyki, gdyż trudno przewidzieć w których z nich mogą się kryć odpowiedzi na pytania, których dzisiaj jeszcze nikt nie potrafi sformułować. Największym problemem jaki stoi przed fizykami jest ogromna ilość informacji jaką będzie trzeba uporządkować i archiwizować. Z samego tylko akceleratora LHC, pracującego w CERN pod Genewą, naukowcy pozyskują średnio około 40 terabajtów danych na dobę. Do rozwiązania pozostają również problemy logistyczne oraz pozyskanie środków finansowych. Według ekspertów sam tylko CERN musiałby przeznaczać na ten cel ponad 90 mln dol. rocznie.